# قتاد مجعد
قَتَاد مجعّد الاسم العلمي (باللاتينية: Astragalus corrugatus) هو نوع عشبي حولي من جنس القتاد.

## البيئة والانتشار
يكثر نبات القتّاد المجعّد في المغرب والجزائر وتونس وليبيا ومصر وفلسطين ولبنان والعراق وقبرص وتركيا وروسيا.

## الأسماء العلمية المرادفة
(باللاتينية: Astragalus cruciatus Link)
(باللاتينية: Astragalus cruentus Balb.)
(باللاتينية: Astragalus tenuirugis Boiss.)

## الأسماء الأخرى
خِزَام القِطّ، قتاد مغضّن، قتاد صليبي، قتاد متصالب، قتاد دموي، قتاد رفيع الجعد، قتاد رفيع الغضون، أبو قرينة، أثاويل.